# Schönau am Königssee
Schönau am Königssee település Németországban, azon belül Bajorországban. Lakosainak száma 5706 fő (2023. december 31.).

## Népesség
A település népessége az elmúlt években az alábbi módon változott:
| Lakosok száma | 4903 | 2974 | 5356 | 5361 | 5423 | 5544 | 5534 | 5521 | 5668 | 5706 |
|               | 1970 | 1975 | 2011 | 2012 | 2014 | 2015 | 2017 | 2019 | 2022 | 2023 |